# Dirección de Inteligencia Nacional
Dirección de Inteligencia Nacional, vanligtvis förkortad DINA (svenska: Nationella underrättelsedirektoratet), var Chiles hemliga polis åren 1973–1977 under Augusto Pinochets militärdiktatur. Vid grundandet år 1973 fungerade myndigheten som arméns säkerhetspolis under ledning av general Manuel Contreras. General Contreras var betald agent åt amerikanska CIA. År 1974 fick DINA administrativt oberoende från armén.

## Verksamhet
DINA hade det huvudsakliga ansvaret för Chiles deltagande i Operation Condor, ett underrättelse- och polissamarbete mellan de sydamerikanska militärjuntorna under CIA:s överseende som syftade till att förinta vänsteroppositionen i regionen. Man utförde massarresteringar såsom Operation Colombo där 119 politiska motståndare försvann. Andra aktiviteter inkluderade mord på politiska motståndare till militärdiktaturen både i Chile och utomlands, och de som anhölls utsattes i regel för tortyr. Våldtäkter och andra former av sexuell tortyr av både kvinnliga och manliga fångar förekom ofta.
DINA samarbetade med den amerikanske yrkeslönnmördaren Michael Townley som bland annat mördade den förre chilenske ambassadören i Washington, Orlando Letelier. Townley var också inblandad i bombattentatet som dödade förre arméchefen general Carlos Prats, som på grund av sin lojalitet till Salvador Allende hade tvingats gå i exil i Argentina men alltså ändå spårades av DINA:s agenter. Townley medverkade också i framställandet av saringas för Chiles kemiska vapenarsenal i en byggnad förvaltad av just DINA.
Enligt ett CIA-dokument som släpptes 2000 arbetade OAS-medlemmen Albert Spaggiari som mellanhand åt DINA i Europa. Colonia Dignidad (Villa Baviera), som var ett sektläger i centrala Chile styrt av ex-nazisten och pedofilen Paul Schäfer, användes av DINA som hemligt koncentrationsläger för avrättningar och tortyr av politiska fångar.

## Nedläggning
DINA upplöstes 1977, men dess personal och funktioner övertogs av den nya hemliga polisen Centrál Nacional de Informaciones (CNI).